# Miley Cyrus & Her Dead Petz
Miley Cyrus & Her Dead Petz è il quinto album in studio della cantautrice statunitense Miley Cyrus, pubblicato il 30 agosto 2015 dalla Smiley Miley Inc. e dalla RCA Records.
Originariamente reso disponibile esclusivamente sulla piattaforme di streaming online Soundcloud, l'album è stato pubblicato per il download digitale su iTunes il 10 aprile 2017.

## Tracce
1. Dooo It! – 3:35 (Miley Cyrus, Wayne Coyne, Steven Drozd, Dennis Coyne)
2. Karen Don't Be Sad – 4:52 (Miley Cyrus, Wayne Coyne, Steven Drozd)
3. The Floyd Song (aka Sunrise) – 5:16 (Miley Cyrus, Steven Drozd, Wayne Coyne, Dennis Coyne)
4. Something About Space Dude – 3:28 (Miley Cyrus, Wayne Coyne, Derek Brown, Steven Drozd, Dennis Coyne)
5. Space Boots – 4:39 (Miley Cyrus)
6. Fuckin Fucked Up – 0:50 (Miley Cyrus, Dennis Coyne)
7. BB Talk – 4:32 (Miley Cyrus)
8. Fweaky – 3:47 (Miley Cyrus)
9. Bang Me Box – 3:41 (Miley Cyrus)
10. Milky Milky Milk – 4:47 (Miley Cyrus, Wayne Coyne, Steven Drozd, Dennis Coyne)
11. Slab of Butter (Scorpion) (feat. Sarah Barthel of Phantogram) – 5:01 (Miley Cyrus, Wayne Coyne, Steven Drozd, Dennis Coyne)
12. I'm So Drunk – 0:46 (Miley Cyrus)
13. I Forgive Yiew – 3:14 (Miley Cyrus, Sam Hook)
14. I Get So Scared – 3:53 (Miley Cyrus)
15. Lighter – 5:19 (Miley Cyrus)
16. Tangerine (feat. Big Sean) – 5:05 (Miley Cyrus, Steven Drozd, Wayne Coyne, Dennis Coyne, Big Sean)
17. Tiger Dreams – 5:52 (Miley Cyrus, Steven Drozd, Wayne Coyne)
18. Evil Is but a Shadow (feat. Ariel Pink) – 4:35 (Miley Cyrus, Wayne Coyne, Steven Drozd, Derek Levi Brown, Dennis Coyne)
19. Cyrus Skies – 5:33 (Miley Cyrus, Steven Drozd, Wayne Coyne)
20. 1 Sun – 3:59 (Miley Cyrus)
21. Miley Tibetan Bowlzzz – 2:09 (Miley Cyrus, Steven Drozd)
22. Pablow the Blowfish – 3:30 (Miley Cyrus)
23. Twinkle Song – 3:43 (Miley Cyrus)

## Formazione
- Miley Cyrus – voce, produzione esecutiva, produzione (tracce 1-5, 10, 11, 16-19, 22 e 23), registrazione aggiuntiva (traccia 4), registrazione (tracce 5, 7, 9, 12, 13, 15, 20 e 23), missaggio (traccia 7)
- The Flaming Lips – produzione e missaggio (tracce 1-4, 6, 7, 10-13, 17-19 e 21), registrazione (tracce 1-4, 6, 7, 10-12, 16-19)
- Dennis Coyne – registrazione (tracce 1-4, 6-8, 10-13, 17-19), missaggio (tracce 1-4, 6, 10-12, 16-19 e 21), produzione (tracce 6 e 13)
- Dave Fridmann – missaggio (traccia 2), missaggio aggiuntivo (tracce 4, 6, 10 e 12), produzione aggiuntiva (tracce 6, 11 e 12)
- Mike Fridmann – assistenza tecnica (tracce 2, 4, 6, 10 e 12)
- Oren Yoel – produzione, strumentazione e programmazione (tracce 5, 7, 14 e 20), missaggio (traccia 5 e 7)
- Doron Dina – missaggio (traccia 5), assistenza tecnica (tracce 7, 14 e 20)
- Mike Will Made It – produzione (tracce 8, 9, 11, 13 e 15), registrazione (tracce 11 e 13)
- A+ – coproduzione (tracce 8 e 15)
- Steve "The Sauce" Hybicki – missaggio (tracce 8, 9, 13 e 16)
- Darryle Gayle – assistenza tecnica (traccia 8)
- Resource – coproduzione (traccia 9)
- Paul David Hager – missaggio (tracce 9, 13, 14, 15 e 22), ingegneria del suono
- Randy Lanphear – assistenza tecnica (tracce 9, 13 e 15)
- Sarah Barthel – voce e produzione aggiuntive (traccia 11)
- Ryder Ripps, Jon Baken – coproduzione (tracce 11 e 13)
- Josh Hager – registrazione (tracce 11 e 13)
- Sean Tallman – missaggio (tracce 14 e 20)
- Big Sean – voce aggiuntiva (traccia 16)
- Ariel Pink – voce aggiuntiva (traccia 17)
- Billy Ray Cyrus – registrazione (traccia 21)
- Linda Perry – registrazione (traccia 23)
- Luis Flores – assistenza tecnica (traccia 23)
- Dave Kutch – mastering